# 이창복 (1938년)
이창복(李昌馥, 1938년 8월 29일~)은 대한민국의 사회운동가 출신 정치인이다. 본관은 한산이며, 강원특별자치도 원주시 출신이다.
종교는 천주교이며, 세례명은 요한 보스코이다.
고려대학교 경제학과를 수석한 뒤 고향 원주로 낙향해 지학순 신부, 장일순 등과 함께 민주화운동 및 노동선교에 앞장섰고, 이 후 민통련 사무국장(1985년), 전민련 상임의장(1989년), 전국연합 상임의장(1991년)을 지내면서 재야를 지킨 탓에 "마지막 재야"라는 별칭을 얻는다. 이 후 1997년 15대 대선을 앞두고 민주노총과 함께 국민승리21을 창당하면서 제도권 정치에 진입했다.
2000년 16대 총선에서 새천년민주당 공천으로 원주시에 출마해 당시 대한민국 국회 교육위원장이었던 한나라당의 함종한을 물리치고 환갑에 초선 국회의원이 되는데, 당시 낙선한 함종한이 전교조를 비난하고 사립학교법 재개정에 반대한 보수성향의 인사로 참여연대, 경실련의 낙선운동 대상이었기 때문에 그의 당선은 시민단체 사이에서 낙선운동의 대표적 성공사례로 회자되고 있다. 2013년 기준으로, 통일맞이 이사장이다.

## 학력
- 지정국민학교 졸업
- 원주중학교 졸업
- 원주고등학교 졸업
- 고려대학교 정경대학 경제학 중퇴
- 한신대학교 대학원 선교신학 석사

## 경력
- 가톨릭노동청년회 전국회장
- 자주평화통일민족회의 상임의장
- 원주민주시민회장
- 민주통일민중운동연합 사무국장
- 전국민족민주운동연합 상임의장
- 민주주의민족통일전국연합 상임의장
- 민족화해협력범국민협의회 상임의장
- 민주개혁국민연합 상임대표
- 제2건국범국민추진위원회 상임위원
- 새천년민주당 창당발기인 및 지도위원
- 제16대 국회의원
- 제16대 국회 통일외교통상위원회 간사
- 제16대 국회 남북관계발전지원특별위원회 위원
- 제16대 국회 예산결산위원회 위원
- 열린우리당 윤리위원장
- 열린우리당 중앙위원
- 열린우리당 강원도 지부 지부장
- 학교법인 경기학원 이사장
- 개혁전략연구소 이사장
- 민주화운동공제회 이사장
- 통일맞이 이사장

## 역대 선거 결과
|  | 35.09% |

|  | 22.19% |

## 같이 보기
- 원주시 (2000년 선거구)
- 원주시의 국회의원